# Club Social y Deportivo Merlo 2010-2011

## Rosa
| N. |                      | Ruolo | Calciatore              |
| -- | -------------------- | ----- | ----------------------- |
|    | Argentina (bandiera) | P     | Marcelo Pontiroli       |
|    | Argentina (bandiera) | P     | Mauro Ruggiero          |
|    | Argentina (bandiera) | P     | Darío Capogrosso        |
|    | Argentina (bandiera) | P     | Ezequiel Cesar Horst    |
|    | Argentina (bandiera) | D     | Mauricio Almada         |
|    | Argentina (bandiera) | D     | Leonel Bottaro          |
|    | Argentina (bandiera) | D     | Daniel Delgado          |
|    | Argentina (bandiera) | D     | Gabriel Ferro           |
|    | Argentina (bandiera) | D     | Maximiliano García      |
|    | Argentina (bandiera) | D     | Nicolás Minici          |
|    | Argentina (bandiera) | D     | Sebastián Antonio Pérez |
|    | Argentina (bandiera) | D     | Diego Sequiera          |
|    | Argentina (bandiera) | D     | Roberto Tucker          |
|    | Argentina (bandiera) | D     | Osvaldo Vila            |
|    | Colombia (bandiera)  | D     | Juan Bravo              |

| N. |                      | Ruolo | Calciatore            |
| -- | -------------------- | ----- | --------------------- |
|    | Argentina (bandiera) | C     | Esteban Cassino       |
|    | Argentina (bandiera) | C     | Maximiliano Cuello    |
|    | Argentina (bandiera) | C     | Leonel García         |
|    | Argentina (bandiera) | C     | Ricardo Chavarri      |
|    | Argentina (bandiera) | C     | Damián Lemos          |
|    | Paraguay (bandiera)  | C     | Sinecio León          |
|    | Argentina (bandiera) | C     | Ramiro López          |
|    | Argentina (bandiera) | C     | Leonardo Melián       |
|    | Argentina (bandiera) | C     | Juan Manuel Olivares  |
|    | Argentina (bandiera) | C     | Simón Ramírez         |
|    | Argentina (bandiera) | C     | Pablo David Rodríguez |
|    | Argentina (bandiera) | A     | Diego Ceballos        |
|    | Argentina (bandiera) | A     | Daniel De Santis      |
|    | Argentina (bandiera) | A     | Andrés Guzmán         |
|    | Colombia (bandiera)  | A     | Osvaldo Blanco        |